# Оксид кобальта(III)
Оксид кобальта(III) — неорганическое соединение, оксид металла кобальта с формулой Co2O3, 
чёрные кристаллы,
не растворимые в воде.

## Получение
- Разложение гидроксида кобальта(III) при нагревании:

{\displaystyle {\mathsf {2Co(OH)_{3}\ {\xrightarrow {250^{o}C}}\ Co_{2}O_{3}+3H_{2}O}}}
- Разложение нитрата кобальта(II) при нагревании:

{\displaystyle {\mathsf {4Co(NO_{3})_{2}\ {\xrightarrow {180^{o}C}}\ 2Co_{2}O_{3}+8NO_{2}+O_{2}}}}

## Физические свойства
Оксид кобальта(III) образует чёрные кристаллы 
гексагональной сингонии,
параметры ячейки a = 0,464 нм, c = 0,567 нм, Z = 2.
В зависимости от способа получения состав может отличаться от стехиометрического.
Не растворяется в воде.

## Химические свойства
- Ступенчато разлагается при нагревании:

{\displaystyle {\mathsf {Co_{2}O_{3}\ {\xrightarrow[{-O_{2}}]{265^{o}C}}\ Co_{3}O_{4}\ {\xrightarrow[{-O_{2}}]{940^{o}C}}\ CoO}}}
- Окисляет соляную кислоту:

{\displaystyle {\mathsf {Co_{2}O_{3}+6HCl\ {\xrightarrow {}}\ 2CoCl_{2}+Cl_{2}\uparrow +3H_{2}O}}}